# Sat.1 Österreich
SAT.1 Österreich ist die österreichische Version des deutschen Privatsenders SAT.1. Der Sender ist empfangbar über alle großen österreichischen Kabelnetze sowie mittels Satellitenreceiver. Das Programm entspricht großteils dem Programm des deutschen „Muttersenders“, bestimmte Sendungen werden jedoch durch österreichische Inhalte ausgetauscht.
Die deutsche SAT.1 Satelliten-Fernsehen GmbH ist mit 51 % Mehrheitseigentümer von SAT.1 Österreich. Zusätzlich sind die Medicur Holding GmbH (eine Tochter der Mediaprint) sowie die Styria Medien AG mit jeweils 24,5 % am Unternehmen beteiligt.
Geschäftsführerin war bis zum 2. März 2010 Corinna Drumm, die seither Geschäftsführerin des Verbandes Österreichischer Privatsender (VÖP) ist. Seither hat Bernhard Albrecht die Stelle inne.

## Programm
Bei bestimmten Inhalten wird das Sat.1-Programm mit österreichischen Programminhalten überblendet. Dies betrifft insbesondere die Sportsendungen: Bei Übertragungen der Fußball Champions League in der deutschen Sat.1-Version wurde ein anderes Programm gesendet, da Sat.1 die Free-TV-Rechte von Sky (zum damaligen Zeitpunkt noch Premiere) nur für Deutschland erworben hatte (die österreichischen Rechte lagen beim ORF). Dies hat sich ab der Saison 2009/2010 geändert. Sat.1 besitzt nun die Rechte für beide Länder. In der Vergangenheit wurde statt der Sendung Ran, die Spiele der deutschen Bundesliga zeigte, eine Sendung mit Berichten aus der österreichischen Bundesliga gesendet. Ab  2015 ändert es sich, dass wieder ORF die Champions-League überträgt.
Neben österreichischem Frühstücksfernsehen, Lifestyle-, Auto-, Gesundheits-, Wirtschafts- und Wetterformaten wird für Österreich mit dem Sat.1-Text Österreich auch ein vollkommen eigenständiger Teletext angeboten, der allerdings nicht die Aktualität des originalen Teletextes aufweist.
Die österreichische Version von Sat.1 sendet Filme und Serien auch im „Dolby Digital 5.1“-Mehrkanalton und bietet einen österreichischen Electronic Program Guide, kurz: EPG. Zudem werden die deutschen Werbefenster durch österreichische Werbung ersetzt. Seit November 2008 wird, wie in Deutschland, auch in der Österreich-Version im Format 16:9 gesendet.
Ab September 2011 ist die hochauflösende Simulcast-Variante SAT.1 Österreich HD im „HD Austria“-Paket der Bezahlplattform AustriaSat zu empfangen.

## Senderlogos

Ehemaliges Logo
Logo von 2008 bis 15. August 2011
Logo vom 16. August 2011 bis 11. Oktober 2016
HD Logo vom 16. August 2011 bis 11. Oktober 2016
Logo seit 12. Oktober 2016

## Österreich-Sendungen
| Name der Sendung           | Genre                                            |
| -------------------------- | ------------------------------------------------ |
| Café Puls                  | Frühstücksfernsehen                              |
| Puls 4 News                | Nachrichten (seit 17. März 2008)                 |
| Go! Das Motormagazin       | Automagazin (nach kabel eins Austria exportiert) |
| Connect it feat. consol.tv | Multimediamagazin (eingestellt)                  |
| Avida                      | Wohlfühl- und Thermenmagazin (eingestellt)       |
| Wettershow                 | Wetter (eingestellt)                             |
| Sat.1 Wetter               | Wetter                                           |
| Teletip Shop               | Teleshop                                         |
| Style!                     | Lifestylemagazin (eingestellt)                   |

Weitere Sendungen befinden sich in der Liste von Sat.1-Sendungen.

## Kritik
Da die Überblendungen nicht nur die Werbefenster betreffen, kann zeitweise das deutsche Originalprogramm nicht mehr empfangen werden und die Konsumenten müssen dazu auf Satellitenempfang ausweichen. Dies hat in Österreich bei Kabelkunden eine Vielzahl von Beschwerden nach sich gezogen. Andere Kunden beschwerten sich hingegen darüber, dass Inhalte wie ran, Sat.1 Magazin und Planetopia für eine österreichische Version des Senders zu sehr Deutschland im Fokus haben.